# Poisson-fléchette zébré
Ptereleotris zebra
Espèce
Synonymes
Le Poisson-fléchette zébré ou gobie zèbre (Ptereleotris zebra) est une espèce de poissons marins appartenant à la grande famille des Ptereleotridés.

## Répartition et habitat
Ce gobie se trouve dans la zone Indo-Pacifique de la mer rouge jusqu'aux îles Marquises et aux îles de la ligne. Il vit entre 2 et 4 m de profondeur.

## Description
Le poisson-fléchette zébré mesure environ 12 cm. 
C'est un poisson grégaire qui mange du zooplancton.